# Abdelhalim Guidouh
Abdelhalim Guidouh (en arabe : عبد الحليم قيدوح) est un footballeur algérien né le 15 mars 1981 à Batna. Il évoluait au poste d'avant-centre.

## Biographie
Il évolue en première division algérienne avec les clubs, du CA Batna et de l'OMR El Anasser. Il dispute 50 matchs en inscrivant trois buts en Ligue 1.